# Renka tairan
A Renka tairan Okui Maszami negyvenötödik kislemeze, mely 2010. április 21-én jelent meg a Pony Canyon jóvoltából. A címadó dal a Sin koihime muszó animesorozat nyitódala.

## Dalok listája
1. Renka tairan (恋華大乱?) 3:51
2. Mitei to cuki (下弦の月?) 4:59
3. Renka tairan (Off Vocal Ver.) 3:51
4. Mitei to cuki (Off Vocal Ver.) 4:57

## Oricon helyezések
| h  | k  | sze | cs | p  | szo | v  | heti hely | eladás |
| -- | -- | --- | -- | -- | --- | -- | --------- | ------ |
| -  | 27 | 30  | 31 | 31 | 31  | 32 | 35        | 2 913  |
| 44 | -  | -   | -  | -  | -   | -  | 73        | 1 017  |
| -  | -  | -   | -  | -  | -   | -  | 121       | 511    |

- Összes eddigi eladás: 4 441